# Svensträsket
Svensträsket är en sjö i Skellefteå kommun i Västerbotten och ingår i Bureälvens huvudavrinningsområde. Sjön har en area på 0,185 kvadratkilometer och ligger 200 meter över havet. Sjön avvattnas av vattendraget Mörttjärnsb..

## Delavrinningsområde
Svensträsket ingår i det delavrinningsområde (717386-171863) som SMHI kallar för Mynnar i Lillån. Medelhöjden är 247 meter över havet och ytan är 15,66 kvadratkilometer. Det finns inga avrinningsområden uppströms utan avrinningsområdet är högsta punkten. Mörttjärnsb. som avvattnar avrinningsområdet har biflödesordning 3, vilket innebär att vattnet flödar genom totalt 3 vattendrag innan det når havet efter 75 kilometer. Avrinningsområdet består mestadels av skog (86 procent). Avrinningsområdet har 0,43 kvadratkilometer vattenytor vilket ger det en sjöprocent på 2,8 procent.